# NGC 2398
NGC 2398 este o galaxie spirală situată în constelația Gemenii. A fost descoperită în 10 februarie 1885 de către Édouard Stephan⁠(d).